# Vujadin Boškov
Vujadin Boškov (ur. 9 maja 1931 w Begeču, zm. 27 kwietnia 2014 w Nowym Sadzie) – jugosłowiański piłkarz występujący na pozycji pomocnika, oraz trener piłkarski. Jako zawodnik najdłużej – przez czternaście lat – związany był z Vojvodiną Novy Sad. Na początku lat 60. wyjechał na Zachód, najpierw grał w Sampdorii, a później w BSC Young Boys, gdzie w wieku 33 lat zakończył piłkarską karierę. Z reprezentacją Jugosławii, w której barwach rozegrał 57 meczów, zdobył wicemistrzostwo olimpijskie oraz dwukrotnie wystąpił w finałach mistrzostw świata. Pracę szkoleniową rozpoczął w Szwajcarii. W ciągu ponad czterdziestoletniej kariery pracował w klubach z Jugosławii, Holandii, Hiszpanii i Włoch. Był trenerem m.in. Realu Madryt, z którym zdobył mistrzostwo kraju oraz dotarł do finału Pucharu Mistrzów, a także Feyenoordu, Realu Saragossa, SSC Napoli oraz AS Roma. Ponadto z Sampdorią wygrał mistrzostwo Włoch, dwa puchary tego kraju oraz Puchar Zdobywców Pucharu. Trzykrotnie pracował lub przynajmniej współpracował z reprezentacją Jugosławii; dwa razy tymczasowo oraz jako selekcjoner od 1999 do 2000 roku. Podczas drugiej kadencji doprowadził swoich podopiecznych do ćwierćfinału Euro 2000.

## Kariera piłkarska
W latach 50. był jednym z liderów reprezentacji Jugosławii, z którą w 1952 roku zdobył wicemistrzostwo olimpijskie. Występował najczęściej na środku pomocy. Był jednym z pierwszych piłkarzy z Jugosławii, którzy otrzymali pozwolenie na pracę za granicą. Przez jeden sezon grał w Sampdorii. Karierę sportową zakończył w wieku trzydziestu trzech lat w Szwajcarii.
W reprezentacji Jugosławii od 1951 do 1958 roku rozegrał 57 meczów – wicemistrzostwo olimpijskie 1952 oraz starty w mundialach 1954 (ćwierćfinał) i 1958 (ćwierćfinał).

## Sukcesy szkoleniowe
- mistrzostwo Jugosławii 1966 z Vojvodiną
- mistrzostwo Hiszpanii 1980, Puchar Hiszpanii 1980 i 1982 oraz finał Pucharu Mistrzów 1981 z Realem Madryt
- mistrzostwo Włoch 1991, Puchar Włoch 1988 i 1989, Puchar Zdobywców Pucharu 1990 oraz finał PEMK 1992 i PZP 1989 z Sampdorią
- awans do Euro 2000 i start w tym turnieju (ćwierćfinał) z reprezentacją Jugosławii